# Potlesk

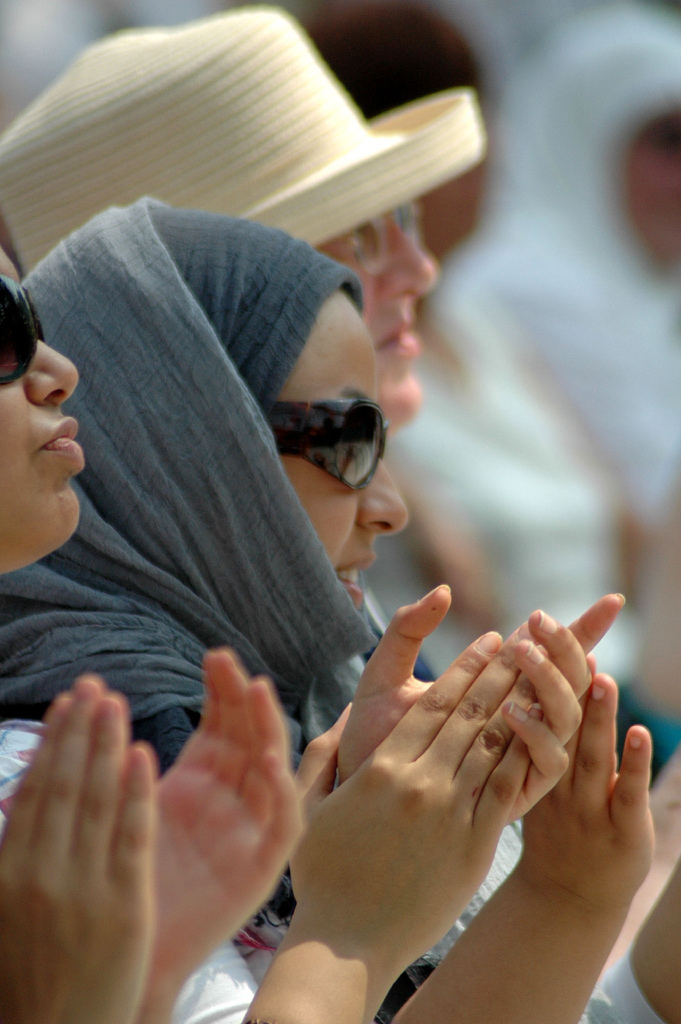
Arabské ženy tleskají

Potlesk, cizím slovem aplaus, je akustické a vizuální vyjádření kladných emocí v podobě uznání, obdivu, úcty či radosti. Vytváří se zpravidla pohybem dvou rukou, které otevřenými dlaněmi dopadají na sebe a při dopadu vytvářejí výrazný zvuk. Tato činnost se nazývá tleskání. Jako určitá forma davové nonverbální komunikace je prostředkem jednoduché indikace relativního průměrného názoru celé skupiny; čím hlasitější a delší hluk, tím silnější a jasnější je to známka souhlasu či chvály.